# Албрехт Фридрих фон Шлибен
Албрехт Фридрих фон Шлибен (на немски: Albrecht Friedrich von Schlieben/Sliwen; * 1528; † 17 февруари/3 ноември 1598) е благороднк от пруската линия на знатния саксонски род Шлибен/Сливен, господар на Шлибен в Бранденбург.
Той е син на Дитрих фон Шлибен († ок. 1534) и съпругата му Анна фон Ойленбург († 1543), дъщеря на фрайхер Бото фон Ойленбург в Прасен († ок. 1550) и Анна (Барбара) фон Амертал († сл. 1504). Внук е на водача на наемниците на служба на Тевтонския орден Георг фон Шлибен († 1475/1479) и Анна Катерина фон Кремитен. Брат е на Дитрих фон Шлибен († 1597), женен за Маргарета фон Шафстед († 1600).
Правнук му Георг Адам II фон Шлибен (1647 – 1720) е издигнат 1718 г. на наследствен граф.
Праправнучка му Фридерика фон Шлибен (1757 – 1827) е баба на датския крал Кристиан IX (1818 – 1906).

## Фамилия
Албрехт Фридрих фон Шлибен се жени за Евфрозина фон Валдбург-Траухбург (* 1536; † 1621/1623), дъщеря на „трушсес“ Фридрих фон Валдбург-Траухбург (1484 – 1554) и Анна фон Фалкенхайн (1495 – 1527/1567). Те имат децата: 
- Кристоф фон Шлибен († 26 май 1626), женен за Анна Катарина фон Добенек (* 21 юни 1583; † 12 август 1616); имат дъщеря
- Хедвиг фон Шлибен († сл. 1641), омъжена на 15 октомври 1589 г. за Зигмунд фон Еглофщайн (* 20 май 1565, Кунройтхис; † 1630)
- Ернст фон Шлибен (* 1580; † пр. 17 юни 1625), женен на 20 юни 1597 г. за Анна фон Дибес (* 20 юни 1577; † 1645); имат син и две дъщери; внук му Георг Адам II фон Шлибен (1647 – 1720) е издигнат 1718 г. на наследствен граф